# آندره ویزدم
آندره الکساندر شکیل ویزدم (انگلیسی: Andre Alexander Shaquille Wisdom؛ زادهٔ ۹ مهٔ ۱۹۹۳) یک بازیکن فوتبال اهل بریتانیا است.
از باشگاه‌هایی که در آن بازی کرده‌است می‌توان به لیورپول، دربی کانتی، وست برومویچ آلبیون، نوریچ سیتی و ردبول زالتسبورگ اشاره کرد.